# Profundulus mixtlanensis

Profundulus mixtlanensis,  conocido como "killi o escamudo oaxaqueño azul", es una especie de pez actinopeterigio de agua dulce de la familia de los profundúlidos, de reciente descripción científica (Ornelas-García, Martínez-Ramírez & Doadrio, 2015).

## Etimología
Profundulus: Latín, profundus = profundo; mixtlanesis: derivado de la palabra 'Mixtlán' en lengua náhuatl. La cultura Tenoch solía llamar a Mixtlán la región donde ocurre la nueva especie. Mixtlán es una palabra compuesta, que consta de las palabras Mixtli (nube) y -Tlan (lugar). Significa 'el lugar de las nubes'.

## Morfología
Radios blandos dorsales (total): 10-13; Radios anales blandos : 12 - 21. Profundulus mixtlanensis se puede diagnosticar a partir de otros congéneres por los siguientes caracteres: una mandíbula inferior pronunciada; 30-35 escamas laterales; carecen de manchas corporales oscuras en la mitad posterior del cuerpo causadas por la melanización de la base de las escamas; en vista lateral, el perfil dorsal de la cabeza muestra una concavidad justo por encima de la cresta supraoccipital, que rápidamente alcanza un perfil plano posteriormente, atributo que se vuelve más pronunciado con la edad; altura del cuerpo <2/3 de SL; distancia pre-pectoral <1/3 de SL; distancia entre las aletas ventral y anal 15% de SL; profundidad del pedúnculo caudal 13% de SL; longitud post-anal 15% de SL; longitud de la cabeza 26-28% de SL; longitud preorbitaria 26-30% de HL; diámetro del ojo 26-28% de SL; longitud de la aleta anal 16-17% de SL; 30-35 escamas laterales; 12-21 radios de la aleta anal; 14-17 radios de la aleta pectoral.
El color de fondo del cuerpo es café con tonalidades azules en el vientre, en las hembras dominantes el color es más intenso llegando a presentar bordes amarillos en las aletas dorsal y anal con el vientre más pronunciado que los machos.
Es un pez ovíparo, omnívoro.

## Hábitat
Agua dulce; bentopelágico. Habita en manantiales y arroyos con aguas claras, corriente o estancada de excelente a muy buena calidad, en altitudes entre 710 y 2300, pero mayormente por encima de los 2000 m s. n. m.
Amenazas: Actualmente se están perdiendo poblaciones por la deforestación de sus hábitats principalmente, se conocían poblaciones estables en el año 2015, para principios del 2022 la situación se ha vuelto crítica al empezar a desaparecer algunas poblaciones por las alteraciones severas de los cuerpos de agua donde habitan. 

## Distribución
Endémico de Oaxaca, México en los siguientes sistemas fluviales: Río Colorado, Río Atoyaquillo, Cuenca del río Atoyac y Cuenca del río Mixteco.

## Reproducción y desarrollo
Ha sido reproducido en cautiverio en la Iniciativa "Rescatando a Profundulus oaxacae" (donde también se reproduce a la especie Profundulus oaxacae), determinando que el desarrollo embrionario tiene una duración de 18 días (González-Miguel, 2017)